# Collegio uninominale Sicilia - 06 (2017)
Il collegio elettorale uninominale Sicilia - 06 è stato un collegio elettorale uninominale della Repubblica Italiana per l'elezione del Senato tra il 2017 ed il 2022.

## Territorio
Come previsto dalla legge elettorale italiana del 2017, il collegio era stato definito tramite decreto legislativo all'interno della circoscrizione Sicilia.
Era formato dal territorio di 94 comuni: Alcara li Fusi, Alì, Alì Terme, Antillo, Barcellona Pozzo di Gotto, Basicò, Brolo, Capo d'Orlando, Capri Leone, Casalvecchio Siculo, Castell'Umberto, Castelmola, Castroreale, Condrò, Falcone, Ficarra, Fiumedinisi, Floresta, Fondachelli-Fantina, Forza d'Agrò, Francavilla di Sicilia, Frazzanò, Furci Siculo, Furnari, Gaggi, Galati Mamertino, Gallodoro, Giardini-Naxos, Gioiosa Marea, Graniti, Gualtieri Sicaminò, Itala, Leni, Letojanni, Librizzi, Limina, Lipari, Longi, Malfa, Malvagna, Mandanici, Mazzarrà Sant'Andrea, Merì, Messina, Milazzo, Militello Rosmarino, Mirto, Moio Alcantara, Monforte San Giorgio, Mongiuffi Melia, Montagnareale, Montalbano Elicona, Motta Camastra, Naso, Nizza di Sicilia, Novara di Sicilia, Oliveri, Pace del Mela, Pagliara, Patti, Piraino, Raccuja, Roccafiorita, Roccalumera, Roccavaldina, Roccella Valdemone, Rodì Milici, Rometta, San Filippo del Mela, San Marco d'Alunzio, San Pier Niceto, San Piero Patti, San Salvatore di Fitalia, Santa Domenica Vittoria, Santa Lucia del Mela, Santa Marina Salina, Santa Teresa di Riva, Sant'Alessio Siculo, Sant'Angelo di Brolo, Saponara, Savoca, Scaletta Zanclea, Sinagra, Spadafora, Taormina, Terme Vigliatore, Torregrotta, Torrenova, Tortorici, Tripi, Ucria, Valdina, Venetico,
Villafranca Tirrena.
Il collegio era quindi interamente compreso nella città metropolitana di Messina.
Il collegio era parte del collegio plurinominale Sicilia - 02.

## Eletti
| Elezione | Elezione | Senatore        | Partito            |
| -------- | -------- | --------------- | ------------------ |
|          | 2018     | Grazia D'Angelo | Movimento 5 Stelle |

## Dati elettorali

### XVIII legislatura
Come previsto dalla legge elettorale, 116 senatori erano eletti con sistema a maggioranza relativa in altrettanti collegi uninominali a turno unico.
| Candidati              | Candidati                 | Voti    | %     | Liste                                | Voti    | %     |
| ---------------------- | ------------------------- | ------- | ----- | ------------------------------------ | ------- | ----- |
|                        | Grazia D'Angelo ✔️ Eletto | 116 519 | 43,50 | Movimento 5 Stelle                   | 116 519 | 43,50 |
|                        | Urania Papatheu           | 86 292  | 32,21 | Forza Italia                         | 56 723  | 21,18 |
| Lega                   | Urania Papatheu           | 86 292  | 32,21 | 15 871                               | 5,92    |       |
| Fratelli d'Italia      | Urania Papatheu           | 86 292  | 32,21 | 10 992                               | 4,10    |       |
| Noi con l'Italia - UDC | Urania Papatheu           | 86 292  | 32,21 | 2 706                                | 1,01    |       |
|                        | Fabio D'Amore             | 48 483  | 18,10 | Partito Democratico                  | 40 827  | 15,24 |
| Civica Popolare        | Fabio D'Amore             | 48 483  | 18,10 | 4 072                                | 1,52    |       |
| +Europa                | Fabio D'Amore             | 48 483  | 18,10 | 2 911                                | 1,09    |       |
| Italia Europa Insieme  | Fabio D'Amore             | 48 483  | 18,10 | 673                                  | 0,25    |       |
|                        | Gaetano Tirrito           | 7 874   | 2,94  | Liberi e Uguali                      | 7 874   | 2,94  |
|                        | Gerardo Astore            | 1 964   | 0,73  | Il Popolo della Famiglia             | 1 964   | 0,73  |
|                        | Massimiliano Catanzaro    | 1 862   | 0,70  | CasaPound                            | 1 862   | 0,70  |
|                        | Annalaura Russo           | 1 751   | 0,65  | Potere al Popolo!                    | 1 751   | 0,65  |
|                        | Monica Grillo             | 1 559   | 0,58  | Italia agli Italiani                 | 1 559   | 0,58  |
|                        | Antonino Battaglia        | 696     | 0,26  | Partito Valore Umano                 | 696     | 0,26  |
|                        | Giovanni Amendolia        | 652     | 0,24  | PRI - ALA                            | 652     | 0,24  |
|                        | Giancarlo Bascetta        | 221     | 0,08  | Lista del Popolo per la Costituzione | 221     | 0,08  |
| Totale                 | Totale                    | 267 873 | 100   |                                      | 267 873 | 100   |
|                        |                           |         |       |                                      |         |       |
| Voti non validi        | Voti non validi           | 12 925  | 4,60  |                                      |         |       |
| Votanti                | Votanti                   | 280 798 | 65,28 |                                      |         |       |
| Elettori               | Elettori                  | 430 130 |       |                                      |         |       |